# Fußballmannschaft von Chile-Peru
Die Fußballmannschaft von Chile-Peru war eine Auswahl, die sich aus peruanischen und chilenischen Spielern zusammensetzte. Zwischen Oktober 1933 und Februar 1934 unternahm das Team eine Tournee nach Europa, die es nach Großbritannien, Irland, Deutschland, Frankreich, in die Niederlande und mehrere weitere Länder führte. Die meisten peruanischen Spieler kamen von renommierten Vereinen wie Universitario de Deportes (13 Spieler), Alianza Lima (zwei Spieler) und Atlético Chalaco (zwei Spieler), während vier chilenische Spieler von Colo-Colo stammten. Als Alternativnamen werden von Journalisten oft Combinato del Pacífico oder All Pacific verwendet.
Ihr Trikot zierte ein weißes Design, auf dessen Brust die Flaggen von Peru und Chile zu sehen waren.

## Geschichte
In den frühen 1930er Jahren hatte der peruanische Geschäftsmann Jack Gubbins die Vision, eine pazifische Fußballnationalmannschaft aus Spielern sowohl aus Peru als auch aus Chile zu gründen, um in Europa Freundschaftsspiele auszutragen. Dies wurde als potenziell kommerziell erfolgreich angesehen, da sowohl Peru als auch Chile bereits an Fußball-Weltmeisterschaften teilgenommen hatten und der lateinamerikanische Spielstil in Europa sehr beliebt war.
Die Mannschaft, bekannt als „Combinado del Pacífico“, wurde mit 13 Spielern von Universitario de Deportes, zwei von Alianza Lima, zwei von Atlético Chalaco und vier Chilenen von Colo-Colo zusammengestellt. Der Name „Combinado del Pacífico“ bezog sich auf die Küsten des südamerikanischen Pazifiks und sollte die Nationalität der Spieler betonen. Jedoch nannten internationale Agenturen wie AP und United Press das Team eher „Team Chile-Peru“, da die Presse mehr an den Länder als an der geografischen Referenz interessiert war. Für internationale Medien wurde es als „All Pacific“ bezeichnet.
Diese kombinierte Nationalmannschaft wurde nicht nur als Möglichkeit zur Verbesserung der internationalen Beziehungen zwischen den beiden Ländern angesehen, die zuvor im Pazifikkrieg kämpften, sondern auch als ehrgeiziges Projekt, das den Organisatoren und Spielern wirtschaftlichen Gewinn ermöglichen sollte.
Der Ursprung dieser Initiative lag bei Walter Sanhueza, dem Präsidenten von Colo-Colo. Während einer Tour seines Teams in Peru kam er auf die Idee, eine binationale Nationalmannschaft zu gründen und sie nach Europa zu bringen. Er erkannte, dass das Interesse nicht darin lag, gegen Alianza Lima, Universitario und Atlético Chalaco zu spielen, sondern die besten Spieler aus beiden Ländern zu vereinen. So fand er Unterstützung bei dem Geschäftsmann Gubbins, der die Organisation übernahm. Sein Bruder Reginald Gubbins wurde Trainer des Teams.
Die Tour begann am 3. September 1933 und dauerte bis Februar 1934. Das erste offizielle Länderspiel fand am 11. September 1933 bei einem Zwischenstopp in Willemstad (Curaçao) statt, wo die Nationalmannschaft gegen die Auswahl von Curaçao mit 7:0 gewann. Das zweite Spiel machte man drei Tage später in Panama, welches Chile-Peru mit 1:5 gegen Colón Rangers gewann.
Nach mehreren Wochen erreichte die Mannschaft schließlich Europa und bestritt am 1. Oktober 1933 ein Spiel gegen den irischen Fußballverein Bohemians Dublin (1:1). Es folgten weitere Spiele in Nordirland, Schottland, England, den Niederlanden, der Tschechoslowakei, dem deutschen Reich, Frankreich, im Königreich Italien und Spanien. Das letzte Spiel ihrer Tour und bisher fand 1934 in Las Palmas oder Salamanca in Spanien, gegen UD Salamanca statt und endete mit einem torlosen Unentschieden. Die Rückreise begann nach 47 Spiele am 18. Februar 1934.
Nach ihrer Rückkehr nach Südamerika wurde der chilenische Stürmer Roberto Luco von Boca Juniors unter Vertrag genommen und gewann mit dem Team die argentinische Meisterschaft in den Jahren 1934 und 1935.

## Anekdoten
Am 1. November 1933 spielte die Nationalmannschaft von Chile-Peru in München gegen den FC Bayern München. Obwohl das Spiel mit 2:1 verloren wurde, war dies nicht das Besondere daran. Während des Spiels spielte Eduardo Schneeberger für die Nationalmannschaft von Chile-Peru. Er stammte aus einer deutschstämmigen Familie in Chile und sprach perfekt Deutsch. In diesen Tagen fungierte er als Übersetzer für seine Teamkollegen.
Am 11. November 1933 reiste Schneeberger mit seiner Mannschaft in die deutsche Hauptstadt, um gegen eine Berliner Stadtauswahl anzutreten. Bei diesem Spiel war auch der damalige deutsche Diktator Adolf Hitler anwesend und lud die Spieler zu einem offiziellen Empfang ein. Berichten zufolge bot Hitler dem chilenischen Spieler Eduardo Schneeberger an, in germanischen Ländern zu bleiben und für Hertha BSC zu spielen. Schneeberger lehnte das Angebot jedoch ab.

## Spieler

### Universitario de Deportes (Peru)
- Juan Criado
- Arturo Fernández
- Ricardo Del Río
- Eduardo Astengo
- Vicente Arce
- Alberto Denegri
- Plácido Galindo
- Enrique Landa
- Teodoro Lolo Fernández
- Carlos Tovar
- Pablo Pacheco
- Luis Emilio de Souza Ferreira
- Alfredo Alegre

### Alianza Lima (Peru)
- Juan Humberto Mago Valdivieso
- Carlos Alejandro Manguera Villanueva

### Atlético Chalaco (Peru)
- Antonio Maquilón
- Alfonso Saldarriaga

### Colo-Colo (Chile)
- Juan Montero
- Guillermo Chato Subiabre
- Roberto Luco
- Eduardo Schneeberger

## Länderspiele
| Datum               | Ort                                 | Gegner                   | Ergebnis      |
| ------------------- | ----------------------------------- | ------------------------ | ------------- |
| 11.09.1933          | Curaçao, Willemstad                 | Curaçao                  | 7:0           |
| 14.09.1933          | Panama, Colón                       | Colón Rangers            | 5:1           |
| 01.10.1933          | Freistaat Irland, Dublin            | Bohemians Dublin         | 1:1           |
| 02.10.1933          | Nordirland, Belfast                 | Glentoran FC             | 1:1           |
| 04.10.1933          | Schottland, Glasgow                 | Celtic Glasgow           | 1:2           |
| 09.10.1933          | Schottland, Edinburgh               | Heart of Midlothian      | 0:3           |
| 11.10.1933          | England, Newcastle upon Tyne        | Newcastle United         | 1:6           |
| 16.10.1933          | England, London                     | West Ham United          | 2:2           |
| 25.10.1933          | Niederlande, Rotterdam              | Sparta Rotterdam         | 3:0           |
| 28.10.1933          | Tschechoslowakei, Prag              | Sparta Prag              | 1:2           |
| 29.10.1933          | Tschechoslowakei, Prag              | Slavia Prag              | 2:2           |
| 01.11.1933          | Deutschland, München                | FC Bayern München        | 1:2           |
| 05.11.1933          | Deutschland, Dresden                | ??                       | ??            |
| 11.11.1933          | Deutschland, Berlin                 | Berlin XI                | 1:3           |
| 12.11.1933          | Frankreich, Paris                   | Club Français            | 2:2           |
| 18.11.1933          | Frankreich, Montrouge               | RC Paris + Club Français | 2:2           |
| 19.11.1933          | Frankreich, Montpellier             | SO Montpellier           | 1:2           |
| 24.11.1933          | Frankreich, Nizza                   | OGC Nizza                | 2:5           |
| 30.11.1933          | Frankreich, Nizza                   | OGC Nizza                | 4:4           |
| 04.12.1933          | Frankreich, Nizza                   | Côte d’Azur XI           | 4:4           |
| 08.12.1933          | Spanien, Barcelona                  | FC Barcelona             | 1:4           |
| 08.12.1933          | Spanien, Madrid                     | Madrid XI                | 1:10          |
| 17.12.1933          | Frankreich, Saint-Étienne           | AS Saint-Étienne         | Unentschieden |
| 26.12.1933          | Italien, Sanremo                    | US Pro Vercelli          | 1:1           |
| Januar–Februar 1934 | Spanien, Las Palmas de Gran Canaria | Marino FC                | 1:2           |
| Januar–Februar 1934 | Spanien, Las Palmas de Gran Canaria | Real Victoria            | 1:3           |
| Januar–Februar 1934 | Spanien, Las Palmas de Gran Canaria | Real Victoria            | 3:2           |
| Januar–Februar 1934 | Spanien, Las Palmas de Gran Canaria | Marino FC                | 2:0           |
| Januar–Februar 1934 | Spanien, Santa Cruz de Tenerife     | CD Teneriffa             | 1:3           |
| Januar–Februar 1934 | Spanien, Santa Cruz de Tenerife     | CD Teneriffa             | 2:2           |
| Januar–Februar 1934 | Spanien, Las Palmas de Gran Canaria | UD Salamanca             | 2:2           |
| Januar–Februar 1934 | Spanien, Las Palmas de Gran Canaria | Athletic Las Palmas      | 3:0           |
| Januar–Februar 1934 | Spanien, Las Palmas de Gran Canaria | CD Gran Canaria          | 1:0           |
| Januar–Februar 1934 | Spanien, Las Palmas de Gran Canaria | Real Victoria            | 1:1           |
| Januar–Februar 1934 | Spanien, Las Palmas de Gran Canaria | Marino FC                | 7:1           |
| Januar–Februar 1934 | Spanien, Las Palmas de Gran Canaria | Sportivo                 | 0:1           |
| Januar–Februar 1934 | Spanien, Las Palmas de Gran Canaria | Real Victoria            | 2:1           |
| Januar–Februar 1934 | Spanien, Las Palmas de Gran Canaria | Real Victoria            | 0:0           |
| Januar–Februar 1934 | Spanien, Las Palmas de Gran Canaria | CD Teneriffa             | 0:0           |
| Januar–Februar 1934 | Spanien                             | UD Salamanca             | 0:0           |